# Mikicin
Mikicin – wieś w Polsce położona w województwie podlaskim, w powiecie monieckim, w gminie Jaświły. 

## Opis
W latach 1954–1959 wieś należała i była siedzibą władz gromady Mikicin, po jej zniesieniu w gromadzie Jaświły. W latach 1975–1998 miejscowość administracyjnie należała do województwa białostockiego.
W miejscowości znajduje się dworek szlachecki z roku 1847 oraz kaplica pod wezwaniem Miłosierdzia Bożego. W strukturze administracyjnej kościoła rzymskokatolickiego kaplica należy do Parafii św. Wawrzyńca w Dolistowie.
We wsi znajduje się również jednostka Ochotniczej Straży Pożarnej.